# Puente Nanay
El Puente Nanay es un puente ubicado en el centro del Departamento de Loreto, Perú, que une Bellavista-Nanay, en el norte de la ciudad de Iquitos, con el sur del área de Santo Tomás del Nanay. El puente cruza el río del mismo nombre y se constituye en la primera obra de la carretera que unirá la ciudad de Iquitos con San Antonio del Estrecho, en la frontera con Colombia.
El Nanay, con sus 2283 metros de longitud, es considerado el puente más largo del Perú (año 2017), superando al Puente Presidente Guillermo Billinghurst, colgante de 723 m de longitud, ubicado en Puerto Maldonado, del Departamento de Madre de Dios.
El puente proporcionará conexión directa entre la ruta departamental LO-103 de Iquitos Metropolitano con la Ruta nacional PE-5N I, actualmente también en construcción, y a la vez todo esto forman en conjunto parte de la ampliación de la Ruta nacional PE-5N en Loreto.

## Antecedentes
Entre los años 2012 y 2014 se había proyectado la ampliación de la Ruta nacional PE-5N en el Departamento de Loreto, específicamente para unir en varios aspectos la ciudad de San Antonio del Estrecho, en la frontera con Colombia, con la capital departamental de Iquitos. Para lograr esto había que cruzar el río Nanay. En un principio se pensó en el uso de transbordadores para trasladar a los vehículos de una ribera a otra, pero tiempo después se decidió la implementación de un puente.
Fig.1: Mapa de las provincias de Maynas y Putumayo. Ya existe la carretera Nauta-Iquitos; el Puente Nanay que une Bellavista con Santo Tomas, es el primer componente de la Carretera Iquitos-San Antonio del Estrecho.

## Proyecto del puente
El año 2012 el Proyecto Especial Binacional Desarrollo Integral de la Cuenca del Río Putumayo, del Ministerio de Agricultura, publicó el Estudio de Factibilidad para la construcción de la Carretera Bellavista-Mazan-Salvador-El Estrecho; en dicho estudio definieron el punto de inicio de la carretera al final de la Av. La Marina en Bellavista, viaductos para las zonas inundables y un puente colgante para cruzar el río Nanay; posteriormente, en el informe final del estudio de factibilidad cambiaron a puente tipo extradosado.
El año 2013 SIMA PERÚ encargó a la empresa peruana Jack López Ingenieros SAC la elaboración del estudio definitivo y expediente técnico para la construcción del puente Nanay; el plazo para dicho estudio fue de 5 meses. El proyecto fue elaborado por el ingeniero Jack López Jara, de dicha empresa.
El Estudio de Factibilidad ubicaba el punto de inicio de la carretera en una zona inapropiada, que se inunda entre 5 y 7 meses al año, por lo que lo primero que hizo el estudio definitivo fue mover dicho punto a una zona no inundable. También se cambió el tipo de viaductos y, para cruzar el río Nanay, se proyectó un puente atirantado en lugar del puente extradosado.

## Construcción
La elaboración y aprobación del puente se realizó en 2014. Se especificó que el inicio de la construcción del puente se iniciaría en 2015, pero ese año no pasó nada.
Entre 2016 e inicios de 2017 salió la noticia de que la construcción del puente no iba a realizarse.
En abril del segundo año el gobierno central peruano desmintió esta noticia y explicó que, a pesar de la demora, el puente sí se construiría.
En agosto de 2017 el Ministerio de Transportes y Comunicaciones dio la buena pro a la construcción.
El 28 de noviembre el presidente de la República, Pedro Pablo Kuczynski, llegó a Iquitos, específicamente a Bellavista-Nanay, para la inauguración oficial del inicio de la construcción:

No queremos estar aislados en ninguna parte del mundo, nunca más (...) para que tenga luz y conexión, se necesita el puente, las pistas, la conectividad, porque si no están aislados.
Extracto de PPK dio inicio a obras de construcción del puente Nanay del diario El Comercio, 28 de noviembre de 2017.

El contratista fue el Consorcio Puentes Loreto, conformado por las empresas constructoras Mota Engil, Cosapi e Incot, con un costo de 650 millones de soles peruanos. La pandemia por COVD-19 afectó severamente a la ciudad de Iquitos y causó paralización y retrasos en la construcción del puente, que terminó en noviembre de 2021, año del bicentenario de la independencia del Perú. El costo final de la obra resultó US $ 215, siendo el incremento principalmente por razones de actualización de precios y algunas obras adicionales.

Galería de la primera fase de construcción
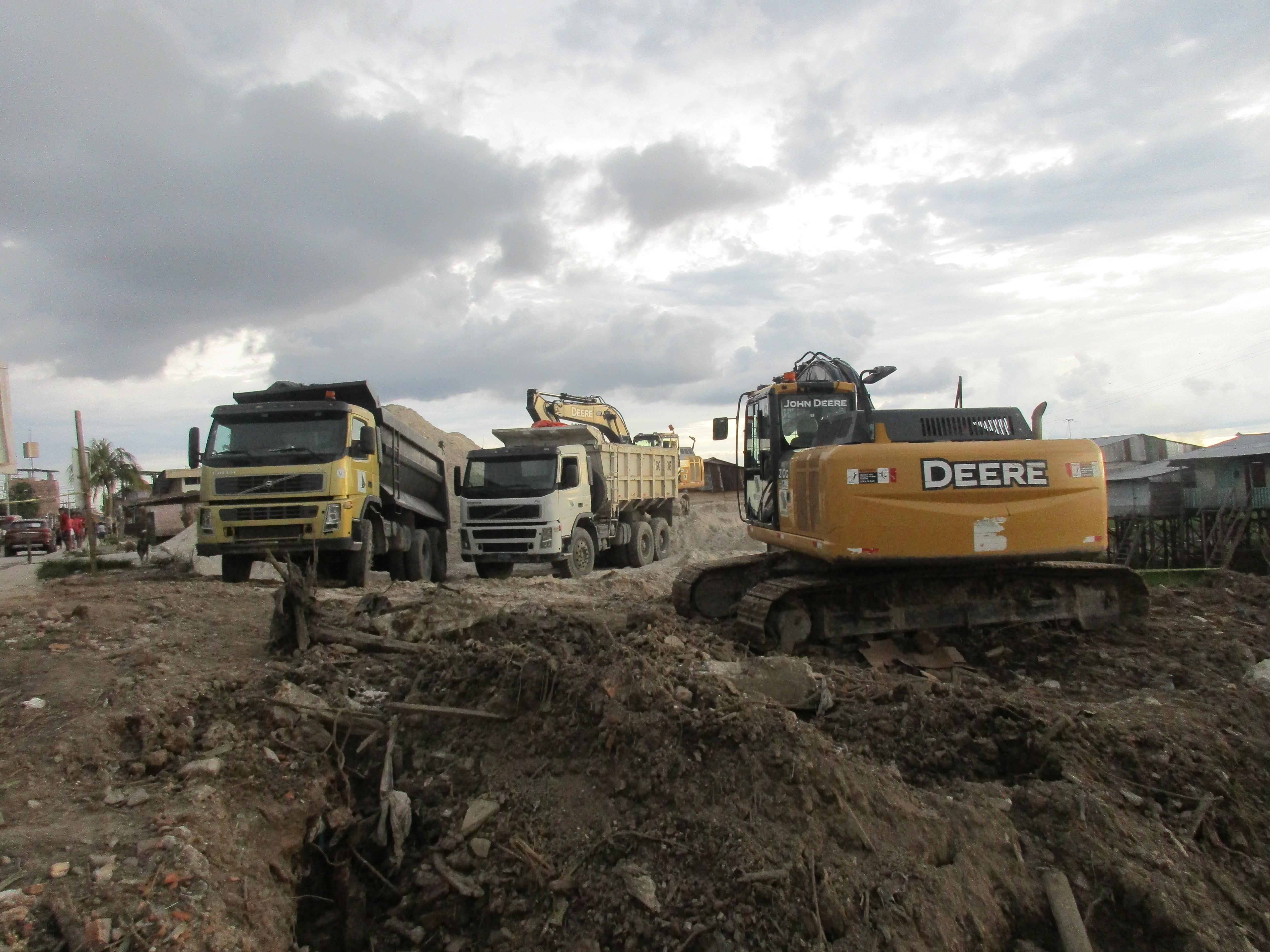
Vehículos utilizados para la limpieza del área de construcción.
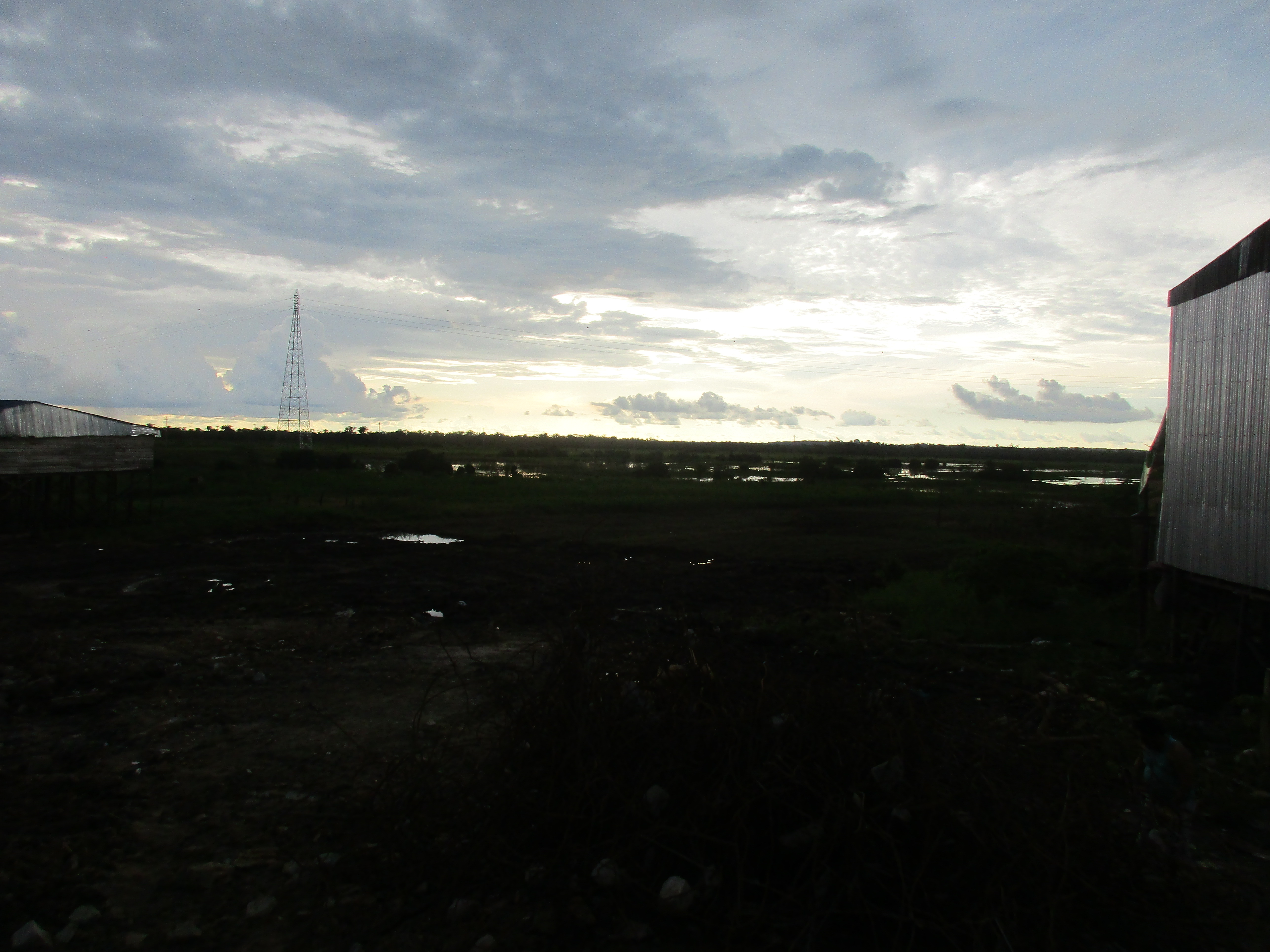
Área por donde pasará el puente Nanay.
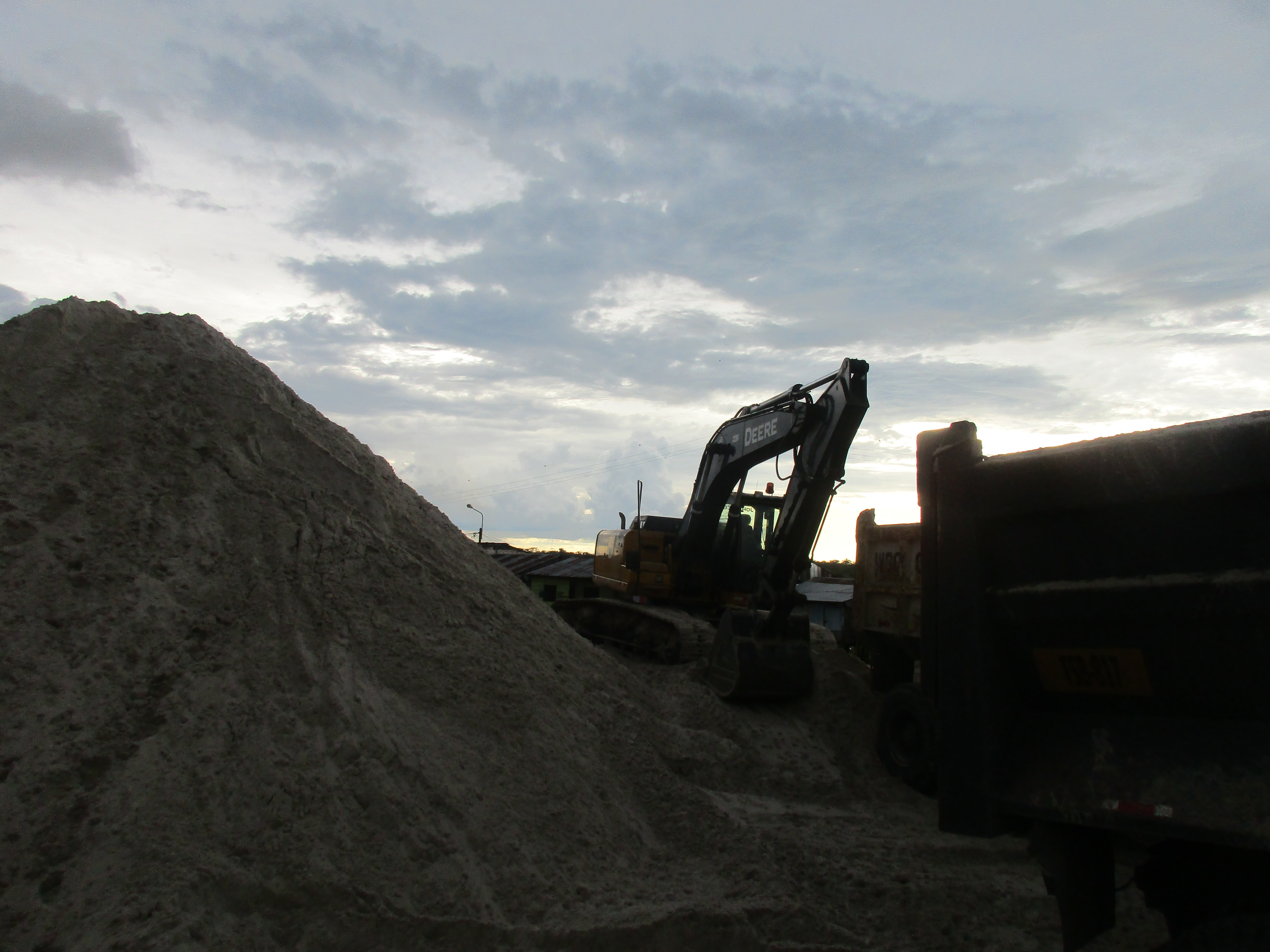
Materiales de construcción.
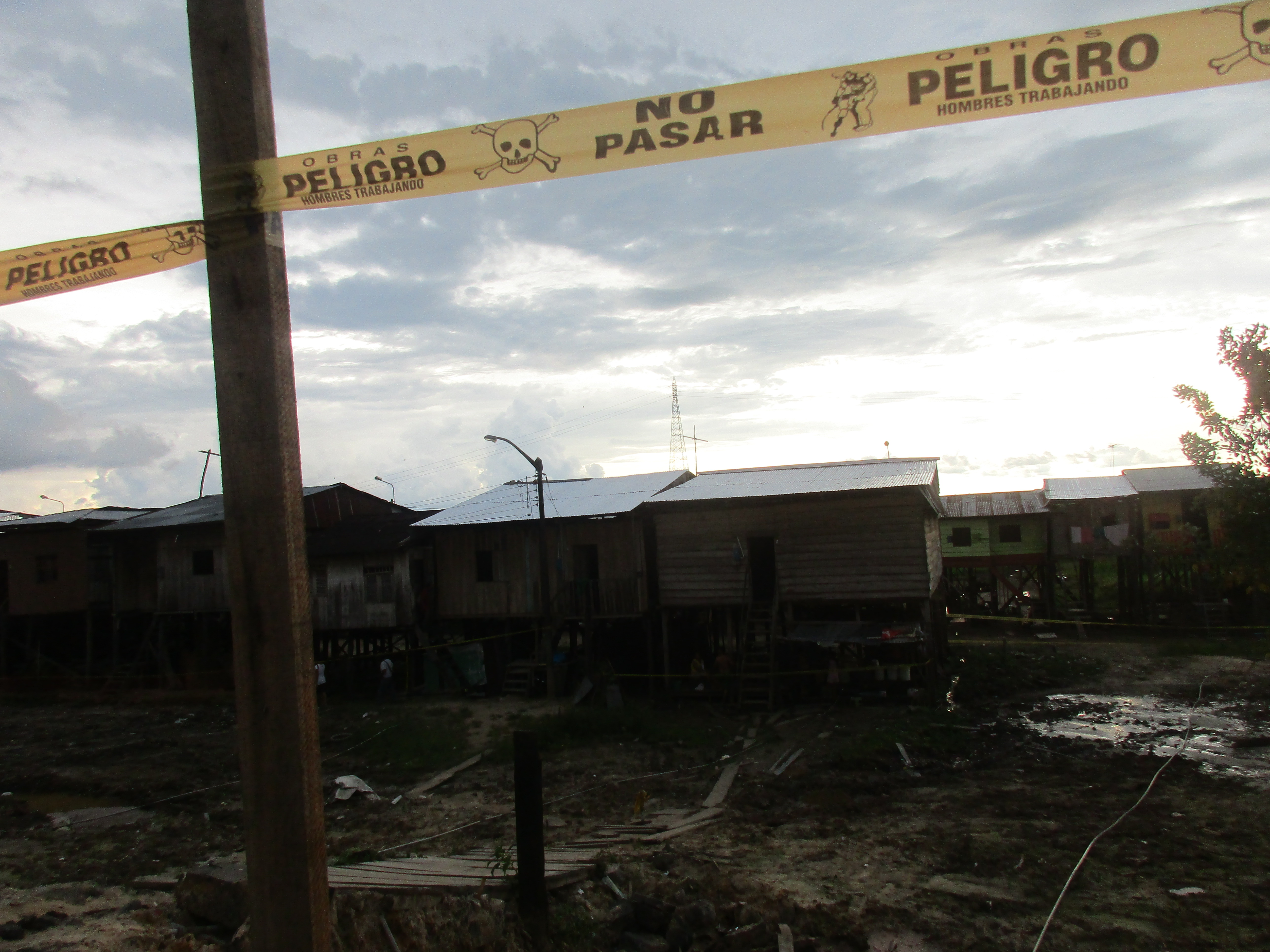
Cinta de seguridad.

## Estructura
El Puente Nanay, titulado en documentos como Tramo I, tiene una longitud total de 2283.50 m por 14.80 m de ancho. Está formado por un tramo atirantado sobre el río Nanay y viaductos de acceso en ambos lados del río.
- El tramo atirantado tiene 438 m de longitud y una altura libre de 20.0 m sobre el río Nanay, para permitir el paso de embarcaciones fluviales.
- El tablero está conformado por 2 vigas metálicas de 1.5m de altura y losa prefabricada de concreto de 0.20 m de espesor, soportado por tirantes cada 10.0 m.
- Las torres del puente atirantado son de concreto de 80.0 m de altura. La cimentación de las torres tiene pilotes de concreto de 2.0 m de diámetro y 60 m de longitud.
- Los viaductos están conformados por módulos de tableros de vigas continua sobre pilares mono columna de sección octogonal. La distancia típica entre pilares es de 48.0 m. La altura de los pilares es variable, con un máximo de 18.0 de altura. La cimentación es mediante pilotes tubulares de acero de 0.60 m de diámetro.
- El puente lleva dos carriles en cada sentido y puede soportar motocicletas, carros y vehículos pesados.

En Iquitos no existen agregados para concreto estructural, por lo que se optó por el uso de elementos de acero estructural donde era necesario y apropiado, a pesar de resultar costoso.